# 小行星1570
小行星1570（1570 Brunonia）是一颗绕太阳运转的小行星，为主小行星带小行星。该小行星于1948年10月9日发现。
該小行星以位於美國羅德島州的布朗大學命名。

## 轨道参数
小行星1570的轨道半长轴为2.8434422 UA，离心率为0.060。